# Berjozovkai járás (Krasznojarszki határterület)
A Berjozovkai járás (oroszul: Берёзовский район) Oroszország egyik járása a Krasznojarszki határterületen. Székhelye Berjozovka.

## Népesség
- 2002-ben 37 821 lakosa volt.
- 2010-ben 37 841 lakosa volt.

## Látnivaló
- Krasznojarszki sziklaoszlopok (természetvédelmi terület). A Keleti-Szaján-hegység északnyugati részén található. Természetes határai: a Jenyiszej jobb oldali mellékfolyói, északkeleten a Bazajika, délen és délnyugaton a Mana folyók. Északkeleti területe határos Krasznojarszk külvárosával. A világörökség javaslati listáján szerepel.